# آيدا دي أكوستا
 آيدا دي أكوستا رووت بريكنريدج (بالإنجليزية: Aida de Acosta Root Breckinridge)‏ (28 يوليو 1884 - 26 مايو 1962)، كانت ناشطة اجتماعية أمريكية وأول امرأة تطير منفردة بطائرة تعمل بالطاقة. في عام 1903، وبينما كانت في باريس مع والدتها، أخذت لمحة سريعة عنالمناطيد. شرعت بعدها في أخذ ثلاثة دروس غقط في الطيران، قبل أن تحلق بنفسها منفردة.
في وقت لاحق، وبعد أن فقدت البصر في عين واحدة بسبب اصابتها بالماء الأزرق، أصبحت داعية لتحسين الرعاية العين وكان المدير التنفيذي لأول بنك عيون في أمريكا.

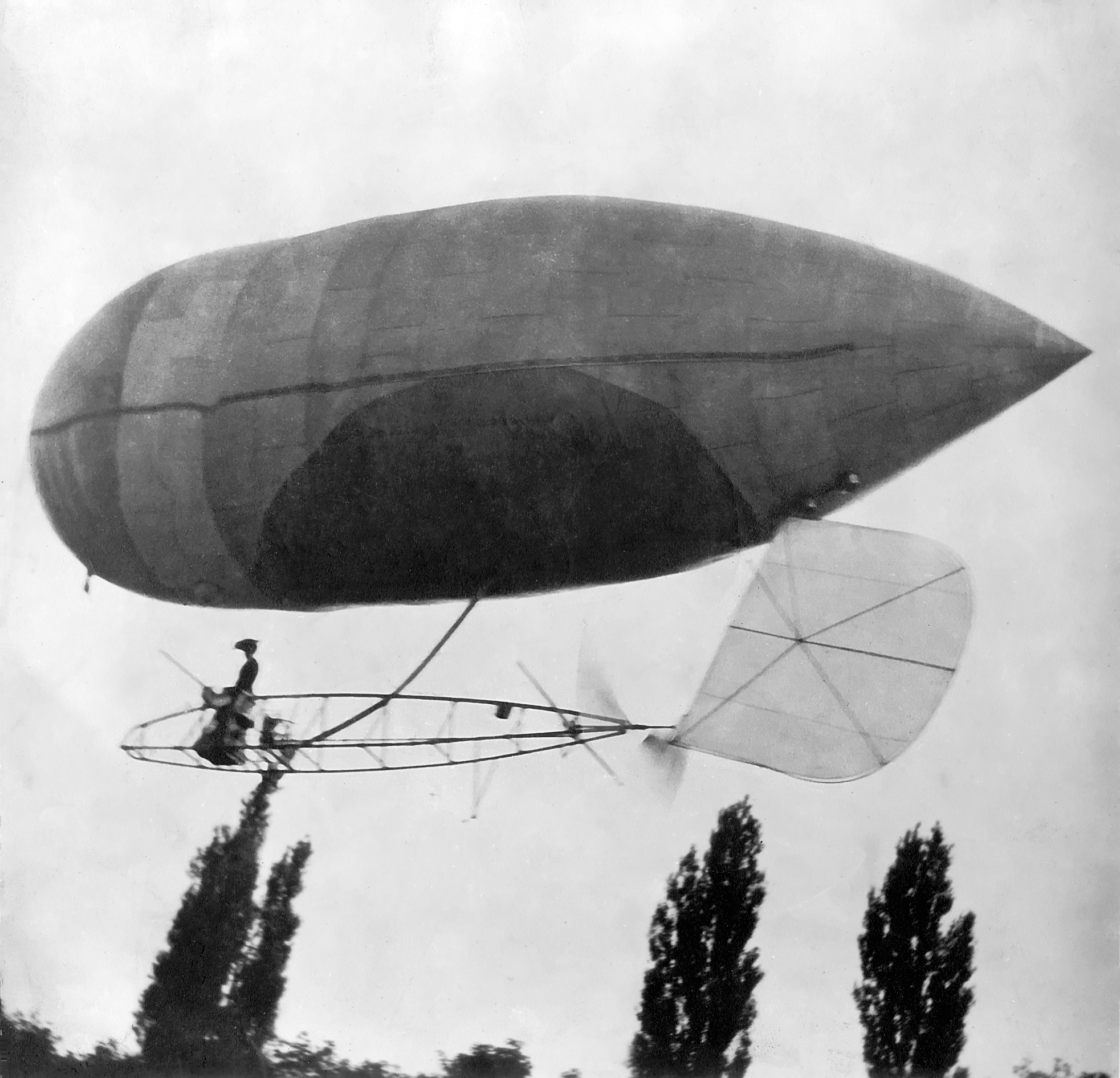
آيدا دي أكوستا المتجهة إلى مباراة البولو في عام 1903

## الوفاة
توفيت في بيدفورد، نيويورك، عن عمر يناهز ال 77.

## مزيد من القراءة
- American Women, by Gail Collins
- Air & Space Power Journal[وصلة مكسورة]
- Hoffman, P. Wings of Madness: Alberto Santos-Dumont and the Invention of Flight (2003) at pp 212–217